# Gambler (film)
Pour l’article homonyme, voir Gambler.
Gambler est un film indien de Bollywood réalisé par Dayal Nihalani sorti le 8 décembre 1995.
Les rôles principaux sont tenus par Govinda et Shilpa Shetty.

## Box-office
- Box-office en Inde: 40 000 000 roupies[1].